# خورخه گودینیو
خورخه گودینیو (اسپانیایی: Jorge Gudiño‎; ۲ ژوئن ۱۹۲۰ – ۱۹۹۵) بازیکن بسکتبال اهل مکزیک بود. وی در بازی‌های المپیک تابستانی ۱۹۴۸ شرکت کرده‌است.